# Royal Evere White Star Hockey Club
Ne pas confondre avec Royal White Star Woluwe Football Club, un club de football basé à Woluwe-Saint-Lambert à la périphérie est de Bruxelles.
Maillots
Actualités
Dernière mise à jour : 22 avril 2013.
Le Royal Evere White Star Hockey Club, couramment abrégé en White Star, est un club de hockey sur gazon belge présent à Evere depuis 1998.
Après 13 saisons au sein de l'élite (entre 1989 et 2002), les Étoilés, vainqueurs de deux coupes de Belgique successives en 1999-2000 et 2000-01 sont relégués en Division 2 lors de la saison 2001-02. Le club jouera trois saisons en Division 2 avant de remonter en Division 1 (actuelle Division Honneur) lors de la saison 2004-05 grâce à son titre de champion de Division 2. La joie sera de courte durée car le club redescendra en Division 2 deux saisons plus tard. Le club a terminé la saison 2010-11 en position de relégable direct en Nationale 1. Lors de la saison 2011-2012 le club rata de peu le retour en Nationale 1. Il évoluera en National 2A lors de la saison 2012-2013.
En dames, les Étoilées évolueront encore en Division Honneur lors de la saison 2012-2013 après s'être brillamment maintenue en DH la saison passée.
En salle, les messieurs du White évolueront en Division Honneur lors du championnat 2012-2013. Les dames remettront en jeu leur titre acquis lors de la saison 2011-2012.
Après être descendu à la suite de leur défaite en barrage contre le LARA Wavre en 2013-2014, l'équipe fanion obtient la remontée en D1 à la suite de leurs victoires en match de barrage face au Langeveld en 2014-2015 (Club Satellite du Léopold Club à Uccle).

## Histoire

### Les débuts (1921)
Le Royal White Star Hockey Club trouve son origine en 1921 à Woluwe-Saint-Pierre, au White Star Athletic Club. Il évolue alors dans les mêmes installations que celles du club de football.

### Implantation à Evere (1968-1988)
En 1968, Serge Wampach, président de la section hockey du Tennis Club Lambermont (Boulevard Wahis à Schaerbeek), propose à François Guillaume, alors échevin des sports de la commune d'Evere, de créer un club de hockey. La même année, le club-house et le terrain étaient inaugurés.
Très vite, les hockeyeurs du Country White Star, qui jouent à l'Avia, manifestent le désir de s'intégrer à la nouvelle structure, à condition que leur section tennistique soit accueillie à Evere. Le club procède dès lors en 1970 à une première extension pour accueillir deux courts de tennis ainsi que trois terrains de hockey. L'année suivante, six nouveaux courts répondent à la popularité croissante de cette discipline.
En 1988, le Royal Evere Country White Star subit l'électrochoc d'une scission provoquée par la mésentente entre les deux disciplines et devant l’impossibilité d’obtenir un terrain synthétique sur la commune d’Evere, le club s’installe dans le complexe sportif de Pede à Anderlecht, et prend le nom de Royal White Star Hockey Club.

## Symboles du club

### Maillot
À domicile, les couleurs traditionnelles du White Star sont rouge-noir-noir bien qu'initialement les chaussettes étaient blanches. C'est depuis la saison 2012-2013 que les chaussettes sont noires dans la tenue à domicile. À l'extérieur, les couleurs sont noir-noir-blanc.
| Sponsors  | Sponsors                  | Sponsors      |
| Période   | Messieurs                 | Dames         |
| --------- | ------------------------- | ------------- |
| 1990-1991 | Aucun                     | Aucun         |
| 1991-1992 | Aucun                     | Aucun         |
| 1992-1993 | Willemot Insurance        | Aucun         |
| 1993-1994 | Willemot Insurance        | Aucun         |
| 1994-1995 | Bernini                   | Aucun         |
| 1995-1996 | Ets FRIGOLA               | Aucun         |
| 1996-1997 | Ets FRIGOLA               | Aucun         |
| 1997-1998 | Green Diamond Express     | Aucun         |
| 1998-1999 | Green Diamond Express     | Aucun         |
| 1999-2000 | Video Square              | Aucun         |
| 2000-2001 | Video Square              | Aucun         |
| 2001-2002 | Texaco (Station Beaulieu) | Aucun         |
| 2002-2003 | Texaco (Station Beaulieu) | Aucun         |
| 2003-2004 | Texaco (Station Beaulieu) | Aucun         |
| 2004-2005 | Texaco (Station Beaulieu) | Aucun         |
| 2005-2006 | Gresham Belson Hotel      | Aucun         |
| 2006-2007 | Gresham Belson Hotel      | Aucun         |
| 2007-2008 | Gresham Belson Hotel      | Aucun         |
| 2008-2009 | Gresham Belson Hotel      | Aucun         |
| 2009-2010 | Gresham Belson Hotel      | Aucun         |
| 2010-2011 | Gresham Belson Hotel      | Aucun         |
| 2011-2012 | Gresham Belson Hotel      | Pop-Solutions |
| 2012-2013 | Texaco (Station Beaulieu) | Pop-Solutions |

| avant 1992     | 1992-1993 | 1993-2012 | depuis 2012 |
| Tenue domicile |           |           |             |

| 1992-1994        | 1994-2012 | depuis 2012 |
| Tenue extérieure |           |             |

### Blason
Sur les maillots, l'emblème est l'étoile des Shérifs (d'où le surnom des membres sur White). Le blason comme on le connait actuellement, n'a fait son apparition que dans les années 2000.
Avant ça, le White Star avait pu compter sur la collaboration du dessinateur de bandes dessinées Dupa, pour leur faire un emblème bien à eux. En effet, son célèbre chien Cubitus était habillé en joueur du White, tenant un stick de hockey à la main.

Depuis les années 2000

## Organisation du club

### Joueurs célèbres d'hier et d'aujourd'hui
Dans cette catégorie sont mentionnés les joueurs et joueuses qui ont une très grande notoriété (Nationale ou Internationale) ou bien qui ont réellement marqué l'histoire du club, tels que les capitaines ou les joueurs et joueuses ayant joué plus de 10 ans en équipe première.

#### Messieurs
| Pays | Nom                | Période            |
| ---- | ------------------ | ------------------ |
|      | Eric Coudron       |                    |
|      | Piet Briels        |                    |
|      | Claude Delhauteur  |                    |
|      | Raoul Ronsmans     |                    |
|      | Andy Lubbe Bakker  |                    |
|      | Didier Muller      | 1976-19931994-1996 |
|      | Robert Gucassoff   | 1978-19811999-2005 |
|      | Patrick Gillard    | 1979-1987          |
|      | Michel Van Oost    | 1980-1981          |
|      | Alex Gucassoff     | -1981              |
|      | Frank Ronsmans     | -1995              |
|      | Guy Ronsmans       | -1995              |
|      | Michel Van Tuyckom |                    |
|      | Philippe Jacqmotte | 1989-1993          |
|      | Philippe Weydts    | 198x-1993          |

| Pays | Nom               | Période                     |
| ---- | ----------------- | --------------------------- |
|      | Thierry Carette   | 1989-1994                   |
|      | Serge Fayat       | 1989-19971998-20022005-2006 |
|      | Marc Coudron      | 1989-2005                   |
|      | Antoine Houbart   | 1990-1994                   |
|      | Jérôme Houbart    | 1990-1994                   |
|      | Nils Feldmann     | 1990-1996                   |
|      | Sébastien Mommens | 1991-1997                   |
|      | Benoit Coppens    | 1992-1997                   |
|      | Patrick Raes      | 1992-1997                   |
|      | David Crauwels    | 1993-19981999-2000          |
|      | Fabian Berger     | 1993-2000                   |
|      | Serge Berger      | 1994-1998                   |
|      | Frédéric Dieu     | 1994-2000                   |
|      | Vitali Kholopov   | 1995-1996                   |
|      | Laurent Kelecom   | 1996-2000                   |

| Pays | Nom               | Période                       |
| ---- | ----------------- | ----------------------------- |
|      | Quentin Noël      | 1996-2013                     |
|      | Jonathan Delguste | 1997-20012004-2007            |
|      | Pierre Samyn      | 1997-2003                     |
|      | Bastien Ruytinx   | 1997-2004                     |
|      | Michael Delguste  | 1998-20022004-2007depuis 2009 |
|      | Olivier Michiels  | 1998-20022004-2009            |
|      | Jean Willems      | 2000-2002                     |
|      | Grégory Gucassoff | 2001-2007                     |
|      | Xavier Santolaria | 2003-2008                     |
|      | Gabriel Garreta   | 2004-2006                     |
|      | Vincent Vanasch   | 2004-2007                     |
|      | Hugo Benhaiem     | depuis 2004                   |
|      | Maxi Garreta      | 2005-2006                     |

#### Dames
| Pays | Nom                | Période              |
| ---- | ------------------ | -------------------- |
|      | Nadia Gucassoff    |                      |
|      | Karin Coudron      | 1995-2001            |
|      | Ginette Deloose    | 2003-2007            |
|      | Isabelle Steurbaut | 1995-2008            |
|      | Dyanne Bennink     | -2007                |
|      | Kim Coudron        | -2001                |
|      | Jill Boon          | 2000-2001            |
|      | Elodie Truyens     | 2006-2008depuis 2012 |
|      | Céline Closset     | depuis 2008          |
|      | Jessica Gucassoff  | depuis 2010          |

|  | Elizabeth Achten            | depuis 2011 |
|  | Joy Jouret                  | depuis 2012 |
|  | Morgane Vouche              | depuis 2012 |
|  | Anne-Sophie De Scheemaekere | 2013-2014   |

### Les Olympiens
Les joueurs ayant participé à une ou plusieurs olympiades alors qu'ils portaient les couleurs du club.
| Pays | Nom            | Olympiade   |
| ---- | -------------- | ----------- |
|      | Raoul Ronsmans | Munich 1972 |

### Capitanat

#### Messieurs
| Pays | Nom           | Période   |
| ---- | ------------- | --------- |
|      | Didier Muller | 1984-1992 |
|      | Marc Coudron  | 1992-1994 |
|      | Nils Feldmann | 1995-1996 |
|      | Patrick Raes  | 1996-1997 |
|      | Marc Coudron  | 1997-2001 |

| Pays | Nom               | Période     |
| ---- | ----------------- | ----------- |
|      | Bastien Ruytinx   | 2001-2003   |
|      | Xavier Santolaria | 2003-2006   |
|      | Grégory Gucassoff | 2006-2007   |
|      | Quentin Noël      | 2007-2009   |
|      | Hugo Benhaiem     | depuis 2009 |

#### Dames
| Pays | Nom                | Période     |
| ---- | ------------------ | ----------- |
|      | Isabelle Steurbaut | 2001-2008   |
|      | Jessica Gucassoff  | depuis 2010 |

### Entraîneurs d'hier et d'aujourd'hui

#### Messieurs
Gazon
| N° | Pays | Nom                                    | Période   |
| -- | ---- | -------------------------------------- | --------- |
| 1  |      | Georges Monard                         | 1976-1979 |
| 2  |      | Jean-Marie Buisset (en)                | 1980-1982 |
| 3  |      | Andy Lubbe Bakker                      | 1982-1984 |
| 4  |      | Patrick Gillard                        | 1985-1987 |
| 5  |      | Alain Geens                            | 1987-1991 |
| 6  |      | Bernard Dumont - Michel Van Tuyckom    | 1991-1992 |
| 7  |      | Michel Derweduwen (limogé)             | 1992-1993 |
| 8  |      | Michel Van Tuyckom - Claude Delhauteur | 1993      |
| 9  |      | Didier Muller                          | 1993-1994 |
| 10 |      | Marcelo Orlando (limogé)               | 1994-1996 |
| 11 |      | Michel Van Tuyckom - Claude Delhauteur | 1996      |
| 12 |      | Armand Solie (limogé)                  | 1996-1998 |
| 13 |      | Jérôme Houbart                         | 1998-2000 |
| 14 |      | Alain Boon                             | 2000-2001 |
| 15 |      | Luc Poplimont / Jean Willems           | 2001-2002 |

| N° | Pays | Nom                                                           | Période     |
| -- | ---- | ------------------------------------------------------------- | ----------- |
| 16 |      | Alain Boon                                                    | 2002        |
| 17 | -    | Lucas Muller - Serge Henrot                                   | 2002-2003   |
| 18 |      | Paul Moreau (limogé)                                          | 2003        |
| 19 |      | Philippe Verdonck                                             | 2003-2007   |
| 20 |      | Richard "Papet" Hetmanczyk (limogé)                           | 2007-2008   |
| 21 |      | Lucas Muller                                                  | 2008        |
| 22 |      | Michel Van Strydonck - Julien Vanobberghen (à partir de 2009) | 2008-2011   |
| 23 |      | Pierre Brasselle                                              | 2011-????   |
| 24 |      | Grégory Herman                                                | 2017-2020   |
| 25 |      | Hugo Benhaiem                                                 | depuis 2020 |

Salle
| N° | Pays | Nom              | Période   |
| -- | ---- | ---------------- | --------- |
| 1  |      | Bernard Muller   | 197x-198x |
| 2  |      | Alain Geens      | 1989-1992 |
| 3  |      | Didier Muller    | 1992-1994 |
| 4  |      | Marcelo Orlando  | 1994-1996 |
| 5  |      | Didier Muller    | 1996-1997 |
| 6  |      | Armand Solie     | 1997-1998 |
| 7  |      | Jérôme Houbart   | 1998-1999 |
| 8  |      | Alain Boon       | 1999-2002 |
| 9  |      | Robert Gucassoff | 2002-2004 |
| 10 |      | Quentin Noël     | 2004-2005 |

| N° | Pays | Nom                                | Période   |
| -- | ---- | ---------------------------------- | --------- |
| 11 |      | Philippe Verdonck                  | 2005-2007 |
| 12 |      | Robert Gucassoff                   | 2007-2008 |
| 13 |      | ??                                 | 2008-2009 |
| 14 |      | Maxime Bergez                      | 2009-2010 |
| 15 | -    | Maxime Bergez - Xavier Santolaria  | 2010-2011 |
| 16 |      | Quentin Noël - Didier Van Den Eede | 2011-2012 |
| 17 |      | Xavier Santolaria                  | 2012-2013 |

#### Dames
Gazon
| N° | Pays | Nom                            | Période     |
| -- | ---- | ------------------------------ | ----------- |
| 1  |      | Yetty Krick                    | 1999-2001   |
| 2  |      | Quentin Noël                   | 2001-2005   |
| 3  |      | Gabriel Garreta                | 2005-2009   |
| 4  |      | Patrick Herman                 | 2009-2010   |
| 5  | -    | Hugo Benhaiem - Benoît Vanasch | 2010        |
| 6  |      | Marcelo Orlando                | 2010-2013   |
| 4  |      | Jérôme Dekeyser                | depuis 2013 |

Salle
| N° | Pays | Nom              | Période     |
| -- | ---- | ---------------- | ----------- |
| 1  |      | Robert Gucassoff | 2004-2011   |
| 2  |      | Marcelo Orlando  | depuis 2011 |

### Présidents
| N° | Pays | Nom                                     | Période                |
| -- | ---- | --------------------------------------- | ---------------------- |
| 1  |      | Serge Wampach                           | 19xx-19xx              |
| 2  |      | Michel Karthauser                       | 1970-????              |
| 3  |      | Philippe Muller                         | 1987-1994              |
| 4  |      | Michel Van Tuyckom                      | 1994-1998              |
| 5  |      | Yvon Verhoeven                          | 1998-2002              |
| 6  |      | Jean-Pierre "Pitou" Marien (ad interim) | 2002                   |
| 7  |      | Philippe Vandenschrieck                 | 2002-2007              |
| 8  |      | Philippe Clément                        | Depuis le 15 juin 2007 |

### Comité
| Pays | Fonction                     | Nom                 |
| ---- | ---------------------------- | ------------------- |
|      | Président                    | Philippe Clément    |
|      | Secrétaire Responsable Salle | Carine Gucassoff    |
|      | Trésorier                    | Didier Muller       |
|      | Responsable Sportif          | Julien Vanobberghen |
|      | Responsable Jeunes           | Quentin Noël        |
|      | Responsable Arbitrage        | Thomas Dumon        |

## Palmarès
Historiquement le White Star est le club le plus titré en salle (Messieurs) avec 14 titres.
En janvier 2013 le club s'est vu décerner le Mérite Sportif Collectif lors de la 40e édition de la Réception des Champions de la commune d'Evere. Prix qu'il avait déjà reçu en février 2007 lors de cette même cérémonie.

### Compétitions officielles

#### Messieurs
Belgique
| Compétitions sur gazon (9) | Compétitions en salle (18) |
| --- | --- |
| - Championnat Messieurs - Honneur (1) - Vainqueur : 1996 - Vice-champion : 1993 - Demi-finaliste : 1999 - Championnat Messieurs - Nationale 1 (2) (Anciennement nommée Division 2) - Vainqueur : 2005, 2018 - Championnat Messieurs - Nationale 2A (1) - Vainqueur : 2013 - Championnat Messieurs - Nationale 3A (1) - Vainqueur : 2011 - Championnat Réserve 1 (1) - Vainqueur : 1991 - Championnat Mineure 3C (1) - Vainqueur : 1991 - Coupe Messieurs (2) - Vainqueur : 2000, 2001 - Finaliste : 1991, 1998 - Demi-finaliste : 1992, 2005 - Coupe de la Presse (1) - Vainqueur : 1991 | - Championnat Messieurs - Honneur (15) - Vainqueur : 1978, 1979, 1980, 1981, 1982, 1991, 1992, 1994, 1995, 1996, 2000, 2005, 2006, 2019, 2020 - Vice-champion : 1997, 1999 - Demi-finaliste : 2003, 2017, 2018 - Championnat Messieurs - Nationale 4 (2) - Vainqueur : 2001, 2005 - Championnat Mineure (2) - Vainqueur : 2002, 2005 - Vice-champion : 2010 - Demi-finaliste : 2011 |

Europe
| Compétitions sur gazon | Compétitions en salle (3) |
| --- | --- |
| - 3e - 1992 - EuroHockey Cup Winners Cup Men (Pool A) - Vught, Pays-Bas - 4e - 1997 - Eurohockey Club Champions Trophy Men - Cagliari, Italie - 5e - 2001 - EuroHockey Cup Winners Cup Men (Pool B) - Bois-le-Duc, Pays-Bas - 7e - 2002 - EuroHockey Cup Winners Cup Men - Eindhoven, Pays-Bas | - 9e - 1992 - EuroHockey Indoor Club Champions Trophy Men - Vienne, Autriche - 1er - 1993 - EuroHockey Indoor Club Champions Trophy Men (Pool B) - Bruxelles, Belgique - 8e - 1994 - EuroHockey Indoor Club Champions Cup Men - Cologne, Allemagne - 6e - 1995 - EuroHockey Indoor Club Champions Trophy Men - Édimbourg, Écosse - 2e - 1996 - EuroHockey Indoor Club Champions Trophy Men - Bruxelles, Belgique - 7e - 1997 - EuroHockey Indoor Club Champions Trophy Men - Budapest, Hongrie - 4e - 1999 - EuroHockey Indoor Club Champions Trophy Men - Prague, République tchèque - 1er - 2001 - EuroHockey Indoor Club Champions Challenge II Men - Bruxelles, Belgique - 1er - 2006 - EuroHockey Indoor Club Champions Challenge I Men - Göteborg, Suède - 7e - 2007 - EuroHockey Indoor Club Champions Trophy Men - Bruxelles, Belgique |

#### Dames
Belgique
| Compétitions sur gazon (1) | Compétitions en salle (4) |
| --- | --- |
| - Championnat Dames - Honneur (0) - Championnat Dames - Nationale 1 (0) - Vice-champion : 2011 - Championnat Dames - Nationale 3A (1) - Vainqueur : 1996 - Coupe Président (0) - Finaliste : 2010 | - Championnat Dames - Honneur (2) - Vainqueur : 2012, 2017 - Finaliste : 2010, 2014, 2015, 2016, 2018, 2019 - Championnat Dames - Nationale 3 (1) - Vainqueur : 2004 - Championnat Dames - Nationale 4 (1) - Vainqueur : 2003 |

Europe (1)
| Compétitions sur gazon | Compétitions en salle |
| ---------------------- | --- |
|                        | - 2e - 2013 - EuroHockey Indoor Club Champions Challenge Women - Lisbonne, Portugal - 1er - 2018 - EuroHockey Indoor Club Trophy Women - Prague, République Tchèque |

### Distinctions individuelles

#### Sticks d'or (2)
- Robert Gucassoff : 1980[24]
- Marc Coudron : 1987 (alors joueur du R. Orée T.H.B.), 1996[25]

#### Challenge Dita (1)
- /  Gabriel Garreta : 2006[26]

### Records
- Le White est le club possédant le plus grand nombre de titres nationaux de champion en salle (15).
- L’année de son unique titre de Champion de Belgique sur gazon, en 1996, le White avait réussi à remporter ses 17 premiers matches. Nombre encore inégalé à ce jour.
- Marc Coudron était le recordman de sélections en équipe nationale de Belgique : 358 (entre 1987 et 2004), il est désormais dépassé par John-John Dohmen (395).
- Déjà lauréat en 1987, Coudron est le premier joueur à remporter le Stick d'Or pour la deuxième fois lors de la saison 1995-96.
- Robert Gucassoff a encore joué en Division Honneur à l'âge de 47 ans sous les couleurs du White.

## Statistiques

### Membres
| Membres | Membres   | Membres | Membres | Membres | Membres | Membres   |
| Rang    | Evolution | Date    | Seniors | Jeunes  | Total   | Evolution |
| ------- | --------- | ------- | ------- | ------- | ------- | --------- |
| 19e     | 4         | 10/2018 |         |         | 1055    | 56,76 %   |
| 23e     | 6         | 05/2015 |         |         | 673     | 0,001 %   |
| 17e     | =         | 08/2014 | 300     | 374     | 674     | 0,44 %    |
| 17e     | =         | 04/2013 |         |         | 677     | 1,05 %    |
| 17e     | =         | 02/2013 |         |         | 670     | 1,36 %    |
| 17e     | 4         | 11/2012 |         |         | 661     | 17,8 %    |
| 21e     | =         | 03/2012 |         |         | 561     | 0,35 %    |
| 21e     | 2         | 12/2011 |         |         | 559     | 1,64 %    |
| 23e     | 1         | 09/2011 |         |         | 550     | 14,40 %   |
| 22e     | 6         | 11/2010 |         |         | 481     | 34,00 %   |
| 28e     | 2         | 04/2009 |         |         | 359     | 6,21 %    |
| 30e     | =         | 10/2008 | 146     | 192     | 338     | 1,20 %    |
| 30e     | =         | 03/2008 |         |         | 334     |           |